# Charilaidae
Charilaidae zijn een familie van rechtvleugelige insecten die behoren tot de kortsprietigen. De familie werd voor het eerst wetenschappelijk gepubliceerd door Dirsh in 1953.
De soorten binnen de familie komen voor in Zuidelijk Afrika en Marokko. Ze hebben vaak heldere kleuren, zoals rood, groen en blauw.

## Taxonomie
De familie telt 5 soorten binnen 4 geslachten:
- Geslacht Charilaus Stål, 1875
  - Soort Charilaus carinatus
- Geslacht Hemicharilaus Dirsh, 1953
  - Soort Hemicharilaus brunneri
  - Soort Hemicharilaus monomorphus
- Geslacht Pamphagodes Bolívar, 1878
  - Soort Pamphagodes riffensis
- Geslacht Paracharilaus Dirsh, 1961
  - Soort Paracharilaus curvicollis